# Liste des conseillers départementaux de La Réunion
Cette liste des conseillers départementaux de La Réunion recense les 50 membres du conseil départemental de La Réunion, collectivité territoriale française, actuellement présidée par Cyrille Melchior.

## Mandature 2021-2028
| Canton         | Conseiller départemental   | Parti | Parti  |
| -------------- | -------------------------- | ----- | ------ |
| L'Étang-Salé   | Éric Ferrère               |       | DVC    |
| L'Étang-Salé   | Louise Simbaye             |       | DVC    |
| Le Port        | Isabelle Erudel            |       | PCR    |
| Le Port        | Jean-Yves Langenier        |       | PCR    |
| La Possession  | Gilles Hubert              |       | CREA   |
| La Possession  | Fabiola Lagourde           |       | CREA   |
| Saint-André-1  | Julie Aroubani             |       | PCR    |
| Saint-André-1  | René Sotaca                |       | PCR    |
| Saint-André-2  | Viviane Payet-Ben Hamida   |       | UDI    |
| Saint-André-2  | Jean-Marie Virapoullé      |       | UDI    |
| Saint-André-3  | Jeannick Atchapa           |       | DVC    |
| Saint-André-3  | Sidoleine Papaya           |       | DVC    |
| Saint-Benoît-1 | Sophie Arzal               |       | DVD    |
| Saint-Benoît-1 | Augustin Cazal             |       | Banian |
| Saint-Benoît-2 | Amandine Hoareau           |       | PS     |
| Saint-Benoît-2 | Bruno Robert               |       | Banian |
| Saint-Denis-1  | Gérard Françoise           |       | PS     |
| Saint-Denis-1  | Monique Orphé              |       | PS     |
| Saint-Denis-2  | Nassimah Dindar            |       | UDI    |
| Saint-Denis-2  | Jean-François Hoareau      |       | DVD    |
| Saint-Denis-3  | Brigitte Adame             |       | PS     |
| Saint-Denis-3  | David Belda                |       | PS     |
| Saint-Denis-4  | Audrey Bélim               |       | PS     |
| Saint-Denis-4  | Virgile Kichenin           |       | PS     |
| Saint-Joseph   | Inelda Leveneur-Boussillon |       | PS     |
| Saint-Joseph   | Harry Mussard              |       | PS     |
| Saint-Leu      | Brigitte Absyte            |       | DVC    |
| Saint-Leu      | Bruno Domen                |       | DVC    |
| Saint-Louis-1  | Flora Augustine Etcheverry |       | DVD    |
| Saint-Louis-1  | Pascal Mangué              |       | DVD    |
| Saint-Louis-2  | Camille Clain              |       | DVD    |
| Saint-Louis-2  | Jean-François Payet        |       | DVD    |
| Saint-Paul-1   | Adèle Odon                 |       | DVD    |
| Saint-Paul-1   | Cyrille Melchior           |       | LR     |
| Saint-Paul-2   | Aurélien Centon            |       | SE     |
| Saint-Paul-2   | Jeanne Hoarau              |       | SE     |
| Saint-Paul-3   | Jean-François Nativel      |       | SE     |
| Saint-Paul-3   | Églantine Victorine        |       | SE     |
| Saint-Pierre-1 | Thérèse Ferde              |       | LR     |
| Saint-Pierre-1 | Jean-Louis Pajaniaye       |       | LR     |
| Saint-Pierre-2 | Philippe Potin             |       | LR     |
| Saint-Pierre-2 | Béatrice Sigismeau         |       | LR     |
| Saint-Pierre-3 | Sabrina Tionohoué          |       | DVD    |
| Saint-Pierre-3 | Serge Hoareau              |       | DVD    |
| Sainte-Marie   | Rémy Lagourgue             |       | DVD    |
| Sainte-Marie   | Valérie Rivière            |       | DVD    |
| Le Tampon-1    | Laurence Mondon            |       | DVD    |
| Le Tampon-1    | Dominique Gonthier         |       | DVC    |
| Le Tampon-2    | Augustine Romano           |       | DVC    |
| Le Tampon-2    | André Thien Ah Koon        |       | DVD    |

## 2015-2021
| Canton         | Identité | Identité                 | Étiquette         | Groupe politique                                 | Remarques                                                      |
| -------------- | -------- | ------------------------ | ----------------- | ------------------------------------------------ | -------------------------------------------------------------- |
| L'Étang-Salé   |          | Annie Hoarau             | DVD               | Plateforme de l'Union de la droite               |                                                                |
| L'Étang-Salé   |          | Jean-Claude Lacouture    | LR                | Plateforme de l'Union de la droite               |                                                                |
| Le Port        |          | Paulette Lacpatia-Adois  | PLR               | La Gauche unie                                   | Décédée le 15 juin 2018                                        |
| Le Port        |          | Maryse Dache             | PLR               | La Gauche unie                                   | Suppléante de Paulette Lacpatia-Adois                          |
| Le Port        |          | Sergio Erapa             | PLR               | La Gauche unie                                   |                                                                |
| La Possession  |          | Anne-Flore Deveaux       | DVG               | Concertation pour le développement de La Réunion |                                                                |
| La Possession  |          | Philippe Robert          | PCR               | Concertation pour le développement de La Réunion |                                                                |
| Saint-André-1  |          | Michèle Caniguy          | PCR               | Concertation pour le développement de La Réunion |                                                                |
| Saint-André-1  |          | Maurice Gironcel         | PCR               | Concertation pour le développement de La Réunion | Démissionne le 6 mars 2019                                     |
| Saint-André-1  |          | René Sotaca              | PCR               | Concertation pour le développement de La Réunion | Suppléant de Maurice Gironcel                                  |
| Saint-André-2  |          | Viviane Payet-Ben Hamida | UDI               | Plateforme de l'Union de la droite               |                                                                |
| Saint-André-2  |          | Jean-Marie Virapoullé    | UDI               | Plateforme de l'Union de la droite               |                                                                |
| Saint-André-3  |          | Marie-Isabelle Payet     | DVD               | Plateforme de l'Union de la droite               |                                                                |
| Saint-André-3  |          | Daniel Gonthier          | DVD               | Plateforme de l'Union de la droite               |                                                                |
| Saint-Benoît-1 |          | Sabrina Ramin            | DVD               | Plateforme de l'Union de la droite               |                                                                |
| Saint-Benoît-1 |          | Marc-Luc Boyer           | LR                | Plateforme de l'Union de la droite               | Démissionne le 16 décembre 2015                                |
| Saint-Benoît-1 |          | Daniel Parny             | LR                | Plateforme de l'Union de la droite               | Suppléant de Marc-Luc Boyer                                    |
| Saint-Benoît-2 |          | Géraldine Boulevard      | PS                | La Gauche unie                                   |                                                                |
| Saint-Benoît-2 |          | Philippe Le Constant     | PS                | La Gauche unie                                   |                                                                |
| Saint-Denis-1  |          | Nadia Ramassamy          | DVD               | Plateforme de l'Union de la droite               |                                                                |
| Saint-Denis-1  |          | Alain Armand             | DVD               | Plateforme de l'Union de la droite               |                                                                |
| Saint-Denis-2  |          | Nassimah Dindar          | UDI               | Plateforme de l'Union de la droite               | Présidente du Conseil départemental (jusqu'en décembre 2017)   |
| Saint-Denis-2  |          | Serge Hoarau             | DVD               | Plateforme de l'Union de la droite               |                                                                |
| Saint-Denis-3  |          | Graziella Boustoini      | OR                | Plateforme de l'Union de la droite               |                                                                |
| Saint-Denis-3  |          | Jean-Jacques Morel       | OR                | Plateforme de l'Union de la droite               |                                                                |
| Saint-Denis-4  |          | Yvette Duchemann         | EELV puis GÉ-RER, | La Gauche unie                                   |                                                                |
| Saint-Denis-4  |          | Gérald Maillot           | PS                | La Gauche unie                                   |                                                                |
| Saint-Joseph   |          | Inelda Boussillon        | PS                | La Gauche unie                                   |                                                                |
| Saint-Joseph   |          | Harry Mussard            | PS                | La Gauche unie                                   |                                                                |
| Saint-Leu      |          | Jacqueline Silotia       | MoDem             | La Politique Autrement                           |                                                                |
| Saint-Leu      |          | Jacques Dennemont        | MoDem             | La Politique Autrement                           | Démissionne le 21 juin 2017                                    |
| Saint-Leu      |          | Teddy Payet              | MoDem             | La Politique Autrement                           | Suppléant de Jacques Dennemont                                 |
| Saint-Louis-1  |          | Emmanuelle Sinacouty     | UDI               | Plateforme de l'Union de la droite               |                                                                |
| Saint-Louis-1  |          | Alix Galbois             | UDI               | Plateforme de l'Union de la droite               |                                                                |
| Saint-Louis-2  |          | Claudette Grondin        | LR                | Plateforme de l'Union de la droite               |                                                                |
| Saint-Louis-2  |          | Patrick Mallet           | UDI               | Plateforme de l'Union de la droite               |                                                                |
| Saint-Paul-1   |          | Marie-Gertrude Carpanin  | LR                | Plateforme de l'Union de la droite               |                                                                |
| Saint-Paul-1   |          | Cyrille Melchior         | LR                | Plateforme de l'Union de la droite               | Président du Conseil départemental (à partir de décembre 2017) |
| Saint-Paul-2   |          | Sandra Sinimalé          | LR                | Plateforme de l'Union de la droite               |                                                                |
| Saint-Paul-2   |          | Patrick Dorla            | LR                | Plateforme de l'Union de la droite               |                                                                |
| Saint-Paul-3   |          | Jacqueline Henry         | DVD               | Plateforme de l'Union de la droite               |                                                                |
| Saint-Paul-3   |          | Giovanny Poire           | DVD               | Plateforme de l'Union de la droite               |                                                                |
| Saint-Pierre-1 |          | Viviane Malet            | LR                | Plateforme de l'Union de la droite               | Élue sénatrice le 2 octobre 2017                               |
| Saint-Pierre-1 |          | Thérèse Ferde            | LR                | Plateforme de l'Union de la droite               | Suplléante de Viviane Malet                                    |
| Saint-Pierre-1 |          | Hermann Rifosta          | LR                | Plateforme de l'Union de la droite               |                                                                |
| Saint-Pierre-2 |          | Béatrice Sigismeau       | LR                | Plateforme de l'Union de la droite               |                                                                |
| Saint-Pierre-2 |          | Philippe Potin           | LR                | Plateforme de l'Union de la droite               |                                                                |
| Saint-Pierre-3 |          | Marie-Paule Balaya       | DVD               | Plateforme de l'Union de la droite               |                                                                |
| Saint-Pierre-3 |          | Serge Hoareau            | DVD               | Plateforme de l'Union de la droite               |                                                                |
| Sainte-Marie   |          | Marie-Lyne Soubadou      | DVD               | Plateforme de l'Union de la droite               |                                                                |
| Sainte-Marie   |          | Rémy Lagourgue           | DVD               | Plateforme de l'Union de la droite               |                                                                |
| Le Tampon-1    |          | Laurence Mondon          | DVD               | Tampon avenir                                    |                                                                |
| Le Tampon-1    |          | Enaud Rivière            | DVD               | Tampon avenir                                    |                                                                |
| Le Tampon-2    |          | Augustine Romano         | DVD               | Tampon avenir                                    |                                                                |
| Le Tampon-2    |          | André Thien Ah Koon      | DVD               | Tampon avenir                                    |                                                                |

## 2011-2015
Cette liste des conseillers généraux de La Réunion recense les 49 membres du conseil général de La Réunion, collectivité locale française présidée par Nassimah Dindar, élue à la suite des élections cantonales de 2011.
| Canton                            | Identité                       | Identité                       | Étiquette                      | Série                          | Groupe politique                                     | Autres mandats                         |
| Arrondissement de Saint-Benoît    | Arrondissement de Saint-Benoît | Arrondissement de Saint-Benoît | Arrondissement de Saint-Benoît | Arrondissement de Saint-Benoît | Arrondissement de Saint-Benoît                       | Arrondissement de Saint-Benoît         |
| --------------------------------- | ------------------------------ | ------------------------------ | ------------------------------ | ------------------------------ | ---------------------------------------------------- | -------------------------------------- |
| Canton de Bras-Panon              |                                | Daniel Gonthier                | UMP                            | 2008                           | Mouvement des démocrates sociaux de la Réunion       | Maire de Bras-Panon                    |
| Canton de La Plaine-des-Palmistes |                                | Patrick Erudel                 | DVD                            | 2008                           | Mouvement des démocrates sociaux de la Réunion       |                                        |
| Canton de Saint-André-1           |                                | Michèle Caniguy                | PCR puis PLR¹                  | 2011                           | PCR-Alliance puis Avancées sociales et développement |                                        |
| Canton de Saint-André-2           |                                | Éric Fruteau                   | PCR puis PLR                   | 2011                           | PCR-Alliance puis Avancées sociales et développement |                                        |
| Canton de Saint-André-3           |                                | Robert Nativel                 | PCR puis PLR                   | 2008                           | PCR-Alliance puis Avancées sociales et développement |                                        |
| Canton de Saint-Benoît-1          |                                | Daniel Huet                    | PS                             | 2008                           | Parti socialiste                                     | Conseiller municipal de Saint-Benoît   |
| Canton de Saint-Benoît-2          |                                | Philippe Leconstant            | PS                             | 2011                           | Parti socialiste                                     |                                        |
| Canton de Sainte-Rose             |                                | Bruno Mamindy Pajany           | DVD                            | 2008                           | Mouvement des démocrates sociaux de la Réunion       | Maire de Sainte-Rose                   |
| Canton de Salazie                 |                                | Stéphane Fouassin              | NC puis UDI                    | 2011                           | Objectif Réunion et apparentés                       | Maire de Salazie                       |
| Arrondissement de Saint-Denis     |                                |                                |                                |                                |                                                      |                                        |
| Canton de Saint-Denis-1           |                                | Nassimah Dindar                | UMP puis UDI                   | 2008                           | Mouvement des démocrates sociaux de la Réunion       | Présidente du Conseil Général          |
| Canton de Saint-Denis-2           |                                | Gérard Françoise               | PS                             | 2011                           | Parti socialiste                                     |                                        |
| Canton de Saint-Denis-3           |                                | Gino Ponin-Ballom              | MoDem                          | 2008                           | Mouvement des démocrates sociaux de la Réunion       |                                        |
| Canton de Saint-Denis-4           |                                | Jean-Claude Fidji              | PS                             | 2008                           | Parti socialiste                                     |                                        |
| Canton de Saint-Denis-5           |                                | Ibrahim Dindar                 | UMP puis UDI                   | 2008                           | Mouvement des démocrates sociaux de la Réunion       |                                        |
| Canton de Saint-Denis-6           |                                | Serge Hoarau                   | UMP                            | 2008                           | Mouvement des démocrates sociaux de la Réunion       |                                        |
| Canton de Saint-Denis-7           |                                | Gilbert Annette                | PS                             | 2008                           | Parti socialiste                                     | Maire de Saint-Denis                   |
| Canton de Saint-Denis-8           |                                | Emmanuel Hoarau                | DVD                            | 2008                           | Objectif Réunion et apparentés                       |                                        |
| Canton de Saint-Denis-9           |                                | Gérald Maillot                 | PS                             | 2011                           | Parti socialiste                                     |                                        |
| Canton de Sainte-Marie            |                                | Richard Nirlo                  | UMP                            | 2011                           | Mouvement des démocrates sociaux de la Réunion       |                                        |
| Canton de Sainte-Suzanne          |                                | Daniel Alamélou                | PCR puis PLR                   | 2011                           | PCR-Alliance puis Avancées sociales et développement | Conseiller municipal de Sainte-Suzanne |
| Arrondissement de Saint-Paul      |                                |                                |                                |                                |                                                      |                                        |
| Canton du Port-1                  |                                | Pierre Vergès                  | PCR                            | 2011                           | PCR-Alliance                                         |                                        |
| Canton du Port-2                  |                                | Henry Hippolyte                | PCR                            | 2011                           | PCR-Alliance                                         |                                        |
| Canton de La Possession           |                                | Roland Robert                  | PCR                            | 2011                           | PCR-Alliance                                         |                                        |
| Canton de Saint-Leu-1             |                                | Jacqueline Silotia             | MoDem                          | 2011                           | Mouvement des démocrates sociaux de la Réunion       | Conseillère municipale de Saint-Leu    |
| Canton de Saint-Leu-2             |                                | Isabelle Poudroux              | MoDem                          | 2008                           | Mouvement des démocrates sociaux de la Réunion       |                                        |
| Canton de Saint-Paul-1            |                                | Gérald Incana                  | PCR puis PLR                   | 2011                           | PCR-Alliance puis Avancées sociales et développement |                                        |
| Canton de Saint-Paul-2            |                                | Cyrille Melchior               | UMP                            | 2008                           | Objectif Réunion et apparentés                       |                                        |
| Canton de Saint-Paul-3            |                                | Pascaline Chéreau-Némazine     | PCR puis PLR                   | 2011                           | PCR-Alliance puis Avancées sociales et développement |                                        |
| Canton de Saint-Paul-4            |                                | Joseph Sinimalé                | UMP                            | 2011                           | Objectif Réunion et apparentés                       | Maire de Saint-Paul                    |
| Canton de Saint-Paul-5            |                                | Jean-Claude Melin              | PCR puis PLR                   | 2011                           | PCR-Alliance puis Avancées sociales et développement |                                        |
| Canton de Trois-Bassins           |                                | Roland Ramakistin              | PCR puis PLR                   | 2008                           | PCR-Alliance puis Avancées sociales et développement |                                        |
| Arrondissement de Saint-Pierre    |                                |                                |                                |                                |                                                      |                                        |
| Canton des Avirons                |                                | Michel Dennemont               | MoDem                          | 2011                           | Mouvement des démocrates sociaux de la Réunion       | Maire des Avirons                      |
| Canton d'Entre-Deux               |                                | Bachil Valy                    | MoDem                          | 2008                           | Mouvement des démocrates sociaux de la Réunion       | Maire d'Entre-Deux                     |
| Canton de L'Étang-Salé            |                                | Jean-Claude Lacouture          | UMP                            | 2011                           | Objectif Réunion et apparentés                       | Maire de L'Étang-Salé                  |
| Canton de Petite-Île              |                                | Guito Ramoune                  | PS                             | 2008                           | Parti socialiste                                     |                                        |
| Canton de Saint-Joseph-1          |                                | Harry Mussard                  | PS                             | 2011                           | Parti socialiste                                     |                                        |
| Canton de Saint-Joseph-2          |                                | Axel Vienne                    | PS                             | 2011                           | Parti socialiste                                     | Maire-adjoint de Saint-Joseph          |
| Canton de Saint-Louis-1           |                                | Cyrille Hamilcaro              | NC puis UDI                    | 2011                           | Objectif Réunion et apparentés                       |                                        |
| Canton de Saint-Louis-2           |                                | Patrick Mallet                 | DVD puisUDI                    | 2011                           | Objectif Réunion et apparentés                       | Maire de Saint-Louis                   |
| Canton de Saint-Louis-3           |                                | André-Paul Técher              | UMP                            | 2011                           | Objectif Réunion et apparentés                       | Maire de Cilaos                        |
| Canton de Saint-Philippe          |                                | Olivier Rivière                | DVD puis UDI                   | 2011                           | Objectif Réunion et apparentés                       | Maire de Saint-Philippe                |
| Canton de Saint-Pierre-1          |                                | Philippe Potin                 | UMP                            | 2008                           | Objectif Réunion et apparentés                       | Conseiller municipal de Saint-Pierre   |
| Canton de Saint-Pierre-2          |                                | André-Maurice Pihouée          | UMP                            | 2008                           | Objectif Réunion et apparentés                       |                                        |
| Canton de Saint-Pierre-3          |                                | Béatrice Sigismeau             | UMP                            | 2008                           | Objectif Réunion et apparentés                       | Maire-adjointe de Saint-Pierre         |
| Canton de Saint-Pierre-4          |                                | Hermann Rifosta                | UMP                            | 2008                           | Objectif Réunion et apparentés                       |                                        |
| Canton du Tampon-1                |                                | Nathalie Bassire               | DVD                            | 2008                           | Objectif Réunion et apparentés                       | Conseillère municipale de Le Tampon    |
| Canton du Tampon-2                |                                | André Thien Ah Koon            | DVD                            | 2011                           | Objectif Réunion et apparentés                       | Maire du Tampon                        |
| Canton du Tampon-3                |                                | Guy Sorres                     | UMP                            | 2008                           | Objectif Réunion et apparentés                       |                                        |
| Canton du Tampon-4                |                                | Jean-Jacques Vlody             | PS                             | 2008                           | Parti socialiste                                     | Député de la 3e circonscription        |

¹Opposée à la direction du PCR, la députée Huguette Bello est exclue le 21 février 2012. Elle fonde son mouvement Pour La Réunion le 13 mai suivant et elle est réélue aux législatives de juin face au candidat PCR. Ses soutiens au conseil général décident alors de quitter le groupe PCR-Alliance pour créer le groupe Avancées sociales et développement.

## 2008-2011
Cette liste des conseillers généraux de La Réunion recense les 49 membres du conseil général de La Réunion, collectivité locale française présidée par Nassimah Dindar, élue à la suite des élections cantonales de 2008.
| Canton                            | Identité                       | Identité                       | Étiquette                      | Série                          | Groupe politique                                 | Autres mandats                         |
| Arrondissement de Saint-Benoît    | Arrondissement de Saint-Benoît | Arrondissement de Saint-Benoît | Arrondissement de Saint-Benoît | Arrondissement de Saint-Benoît | Arrondissement de Saint-Benoît                   | Arrondissement de Saint-Benoît         |
| --------------------------------- | ------------------------------ | ------------------------------ | ------------------------------ | ------------------------------ | ------------------------------------------------ | -------------------------------------- |
| Canton de Bras-Panon              |                                | Daniel Gonthier                | UMP                            | 2008                           | Objectif Réunion et apparentés                   | Maire de Bras-Panon                    |
| Canton de La Plaine-des-Palmistes |                                | Patrick Erudel                 | DVD                            | 2008                           | La Droite sociale                                |                                        |
| Canton de Saint-André-1           |                                | Yvon Virapin                   | PCR                            | 2004                           | PCR-Alliance                                     |                                        |
| Canton de Saint-André-2           |                                | Éric Fruteau                   | PCR                            | 2004                           | PCR-Alliance                                     |                                        |
| Canton de Saint-André-3           |                                | Robert Nativel                 | PCR                            | 2008                           | PCR-Alliance                                     |                                        |
| Canton de Saint-Benoît-1          |                                | Daniel Huet                    | PS                             | 2008                           | Parti socialiste                                 | Conseiller municipal de Saint-Benoît   |
| Canton de Saint-Benoît-2          |                                | Philippe Leconstant            | PS                             | 2004                           | Parti socialiste                                 |                                        |
| Canton de Sainte-Rose             |                                | Bruno Mamindy Pajany           | DVD                            | 2008                           | La Droite sociale                                | Maire de Sainte-Rose                   |
| Canton de Salazie                 |                                | Stéphane Fouassin              | NC                             | 2004                           | Objectif Réunion et apparentés                   | Maire de Salazie                       |
| Arrondissement de Saint-Denis     |                                |                                |                                |                                |                                                  |                                        |
| Canton de Saint-Denis-1           |                                | Nassimah Dindar                | UMP                            | 2008                           | La Droite sociale                                | Présidente du Conseil Général          |
| Canton de Saint-Denis-2           |                                | Alain Zanéguy                  | DVG                            | 2004                           | PCR-Alliance                                     |                                        |
| Canton de Saint-Denis-3           |                                | Gino Ponin-Ballom              | UMP                            | 2008                           | La Droite sociale                                |                                        |
| Canton de Saint-Denis-4           |                                | Jean-Claude Fidji              | PS                             | 2008                           | Parti socialiste                                 |                                        |
| Canton de Saint-Denis-5           |                                | Ibrahim Dindar                 | UMP                            | 2008                           | La Droite sociale                                |                                        |
| Canton de Saint-Denis-6           |                                | Serge Hoarau                   | UMP                            | 2008                           | Objectif Réunion et apparentés                   |                                        |
| Canton de Saint-Denis-7           |                                | Gilbert Annette                | PS                             | 2008                           | Parti socialiste                                 | Maire de Saint-Denis                   |
| Canton de Saint-Denis-8           |                                | Emmanuel Hoarau                | PS                             | 2008                           | Parti socialiste                                 |                                        |
| Canton de Saint-Denis-9           |                                | Gérald Maillot                 | PS                             | 2004                           | Parti socialiste                                 |                                        |
| Canton de Sainte-Marie            |                                | Jean-Louis Lagourgue           | NC                             | 2004                           | Objectif Réunion et apparentés                   |                                        |
| Canton de Sainte-Suzanne          |                                | Daniel Alamélou                | PCR                            | 2004                           | PCR-Alliance                                     | Conseiller municipal de Sainte-Suzanne |
| Arrondissement de Saint-Paul      |                                |                                |                                |                                |                                                  |                                        |
| Canton du Port-1                  |                                | Jean-Yves Langenier            | PCR                            | 2004                           | PCR-Alliance                                     |                                        |
| Canton du Port-2                  |                                | Monica Govindin                | PCR puis DVD                   | 2004                           | PCR-Alliance puis Objectif Réunion et apparentés |                                        |
| Canton de La Possession           |                                | Roland Robert                  | PCR                            | 2004                           | PCR-Alliance                                     |                                        |
| Canton de Saint-Leu-1             |                                | Jacqueline Silotia             | MoDem                          | 2008                           | Mouvement démocrate de la Réunion                | Conseillère municipale de Saint-Leu    |
| Canton de Saint-Leu-2             |                                | Thierry Robert                 | MoDem                          | 2008                           | Mouvement démocrate de la Réunion                |                                        |
| Canton de Saint-Paul-1            |                                | Jean-Marc Bénard               | UMP                            | 2004                           | Objectif Réunion et apparentés                   |                                        |
| Canton de Saint-Paul-2            |                                | Cyrille Melchior               | UMP                            | 2008                           | Objectif Réunion et apparentés                   |                                        |
| Canton de Saint-Paul-3            |                                | Gilbert Mardénalom             | UMP                            | 2004                           | Objectif Réunion et apparentés                   |                                        |
| Canton de Saint-Paul-4            |                                | Teddy Soret                    | UMP                            | 2004                           | Objectif Réunion et apparentés                   |                                        |
| Canton de Saint-Paul-5            |                                | Rico Floriant                  | UMP                            | 2004                           | La Droite sociale                                |                                        |
| Canton de Trois-Bassins           |                                | Roland Ramakistin              | DVG                            | 2008                           | PCR-Alliance                                     |                                        |
| Arrondissement de Saint-Pierre    |                                |                                |                                |                                |                                                  |                                        |
| Canton des Avirons                |                                | Michel Dennemont               | MoDem                          | 2004                           | Mouvement démocrate de la Réunion                | Maire des Avirons                      |
| Canton d'Entre-Deux               |                                | Bachil Valy                    | MoDem                          | 2008                           | Mouvement démocrate de la Réunion                | Maire d'Entre-Deux                     |
| Canton de L'Étang-Salé            |                                | Jean-Claude Lacouture          | UMP                            | 2004                           | Objectif Réunion et apparentés                   | Maire de L'Étang-Salé                  |
| Canton de Petite-Île              |                                | Guito Ramoune                  | PS                             | 2008                           | Espoir à gauche                                  |                                        |
| Canton de Saint-Joseph-1          |                                | Alain Télégone                 | PS                             | 2004                           | Espoir à gauche                                  |                                        |
| Canton de Saint-Joseph-2          |                                | Axel Vienne                    | PS                             | 2004                           | Espoir à gauche                                  | Maire-adjoint de Saint-Joseph          |
| Canton de Saint-Louis-1           |                                | Cyrille Hamilcaro              | NC                             | 2004                           | Objectif Réunion et apparentés                   |                                        |
| Canton de Saint-Louis-2           |                                | Yvon Bello                     | PCR                            | 2004                           | PCR-Alliance                                     |                                        |
| Canton de Saint-Louis-3           |                                | André-Paul Técher              | UMP                            | 2004                           | Objectif Réunion et apparentés                   | Maire de Cilaos                        |
| Canton de Saint-Philippe          |                                | Didier Dalleau                 | PS                             | 2004                           | Espoir à gauche                                  | Conseiller municipal de Saint-Philippe |
| Canton de Saint-Pierre-1          |                                | Philippe Potin                 | UMP                            | 2008                           | Objectif Réunion et apparentés                   | Conseiller municipal de Saint-Pierre   |
| Canton de Saint-Pierre-2          |                                | André-Maurice Pihouée          | UMP                            | 2008                           | Objectif Réunion et apparentés                   |                                        |
| Canton de Saint-Pierre-3          |                                | Béatrice Sigismeau             | UMP                            | 2008                           | Objectif Réunion et apparentés                   | Maire-adjointe de Saint-Pierre         |
| Canton de Saint-Pierre-4          |                                | Hermann Rifosta                | UMP                            | 2008                           | Objectif Réunion et apparentés                   |                                        |
| Canton du Tampon-1                |                                | Nathalie Bassire               | DVD                            | 2008                           | Objectif Réunion et apparentés                   | Conseillère municipale de Le Tampon    |
| Canton du Tampon-2                |                                | Maurice Christo Hoarau         | DVD                            | 2004                           | Objectif Réunion et apparentés                   | Maire du Tampon                        |
| Canton du Tampon-3                |                                | Guy Sorres                     | UMP                            | 2008                           | Objectif Réunion et apparentés                   |                                        |
| Canton du Tampon-4                |                                | Jean-Jacques Vlody             | PS                             | 2008                           | Espoir à gauche                                  | Député de la 3e circonscription        |